# Discorso d'insediamento di Luigi Einaudi

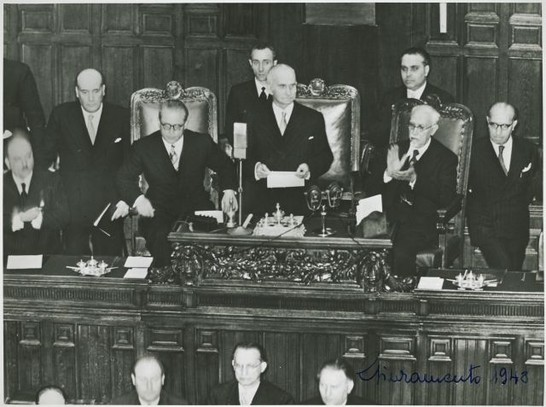
Luigi Einaudi, dopo il giuramento, pronuncia il suo discorso d'insediamento alla carica di Presidente della Repubblica Italiana, 12 maggio 1948

Il discorso d’insediamento di Luigi Einaudi alla carica di Presidente della Repubblica Italiana fu pronunciato il 12 maggio 1948, subito dopo aver prestato giuramento di fronte al Parlamento in seduta comune. 
Lo statista piemontese era stato eletto Presidente della Repubblica il giorno precedente, al quarto scrutinio, con 518 voti su 872 (59,4%).

## Elezione di Luigi Einaudi
Il 2 giugno 1946, con referendum istituzionale, il popolo italiano scelse la forma repubblicana ed elesse i propri rappresentanti all’Assemblea Costituente. La Costituzione della Repubblica Italiana, approvata dall’Assemblea Costituente, entrò in vigore il 1º giugno 1948 e il 18 aprile dello stesso anno, si tennero le prime elezioni parlamentari.
Successivamente, dopo le elezioni politiche, il presidente De Nicola si dimise, per permettere al Parlamento, a norma dell'art. 83 della Costituzione, di eleggere il nuovo Presidente della Repubblica.
Luigi Einaudi, all’epoca Ministro del Bilancio e Governatore della Banca d'Italia non era tra i “papabili” alla Presidenza della Repubblica. Il Presidente del Consiglio Alcide De Gasperi, infatti, aveva candidato il ministro degli Esteri Carlo Sforza. La candidatura Sforza era appoggiata anche da una parte del fronte laico e democratico ma incontrava la netta opposizione delle sinistre che avrebbero votato Enrico De Nicola per la sua rielezione. Sebbene sulla carta disponesse della maggioranza dei votanti, Sforza non riuscì a ottenere il voto di tutti i parlamentari democristiani ed in particolare della corrente di sinistra guidata da Giuseppe Dossetti. Al primo turno di votazione, Einaudi, ottenne solo venti voti, sui 900 degli aventi diritto.
Dopo i primi due scrutini, però, la dirigenza democristiana prese atto delle difficoltà incontrate dal ministro degli Esteri e decise di candidare Einaudi. La nuova candidatura incontrò anche la disponibilità dei liberali e dei socialdemocratici a sostenerla.
Al terzo scrutinio, lo statista piemontese ottenne già un numero di voti superiore alla maggioranza della metà più uno, ma era necessaria quella qualificata dei due terzi. Fu quindi eletto al quarto scrutinio, l'11 maggio 1948, con 518 voti, superando la maggioranza assoluta.

## Contenuto del discorso

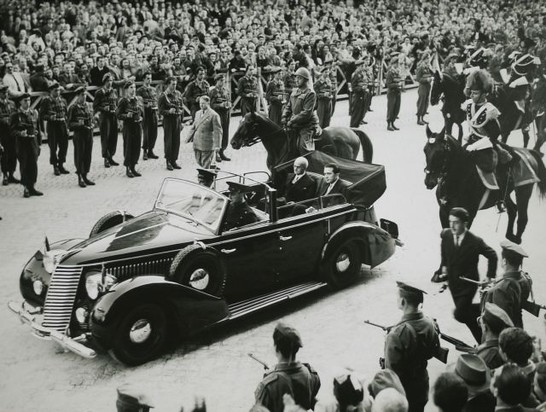
Luigi Einaudi giunge a Montecitorio a bordo dell'automobile presidenziale per prestare giuramento come Presidente della Repubblica

Il Presidente eletto si presentò alle Camere il 12 maggio 1948, giorno successivo alla sua elezione, per giurare solennemente fedeltà alla Repubblica italiana. Subito dopo pronunciò il suo discorso d’insediamento.
Parlò per soli diciannove minuti, esprimendo alti concetti, con eccezionale semplicità, stile sobrio e asciutto. Di seguito se ne riporta il contenuto.
In apertura del discorso, Einaudi rende omaggio al suo predecessore Enrico De Nicola, al quale: «va il riconoscente affetto di tutto il popolo italiano, il ricordo devoto di tutti coloro i quali hanno avuto la ventura di assistere ammirati alla costruzione quotidiana di quell’edificio di regole e di tradizioni senza le quali nessuna Costituzione è destinata a durare».
Il presidente afferma che, pur essendosi espresso per la monarchia in occasione del referendum istituzionale, nel biennio costituente aveva dato al regime repubblicano «qualcosa di più di una mera adesione», avendo constatato che il trapasso tra le due forme istituzionali fosse avvenuto in maniera perfettamente legale e pacifica, a dimostrazione che il popolo italiano sia ormai maturo per la democrazia. 
Il 24 maggio 1946, alla vigilia del referendum istituzionale, Luigi Einaudi, infatti, aveva dichiarato pubblicamente la sua preferenza per la monarchia sul quotidiano L'Opinione, in un articolo a quattro colonne dal titolo Perché voterò per la monarchia.
Dopo l’apertura del discorso, Einaudi procede ad onorare il Parlamento e le sue funzioni, ricordando l’esempio di Giustino Fortunato, anch’egli economista e parlamentare.
Ai parlamentari, secondo il Presidente della Repubblica - che si definisce tutore dell’osservanza della Costituzione - va il grave dovere di attuarne i principi. A tal proposito, Einaudi dichiara di non condividere la visione pessimistica di alcuni pensatori dell’ottocento, secondo cui il suffragio universale sarebbe incompatibile con la libertà e la democrazia, rendendo i sistemi democratici di breve durata. Proprio la Costituzione italiana, di recente approvazione, costituirebbe, secondo l’oratore: «una sfida a questa visione pessimistica dell’avvenire».
Il presidente Einaudi, nel nucleo centrare del suo discorso d’insediamento, procede nella definizione dei due principi fondamentali della Costituzione della Repubblica italiana, cioè la libertà e l’uguaglianza:
Nel periodo successivo, il Presidente della Repubblica traccia in poche linee essenziali, il quadro di quello che è stato il ventennio fascista, il baratro in cui aveva gettato l’Italia e la grande capacità del popolo italiano di attuare una ricostruzione democratica, morale e materiale «pur nelle diversità regionali e locali» e pur dovendo subire le conseguenze di un doloroso Trattato di pace. A tal fine, fa implicito riferimento alle elezioni a suffragio universale (il referendum istituzionale del 2 giugno 1946 e le elezioni politiche del 18 aprile 1948) e alla recente adesione dell’Italia all’Organizzazione per la cooperazione e lo sviluppo economico:
Il discorso d’insediamento si conclude con un messaggio di augurio per le sorti dell’Italia.